# Stade Akwa
Stade Akwa – wielofunkcyjny stadion położony w kameruńskim mieście Duala, na którym rozgrywane są głównie mecze piłki nożnej. W latach 70. XX wieku często gościł reprezentację Kamerunu.
Stade Akwa może pomieścić 5 tysięcy widzów i należy do kompleksu sportowego Kadji Sports Academy.